# 垂直多関節ロボット

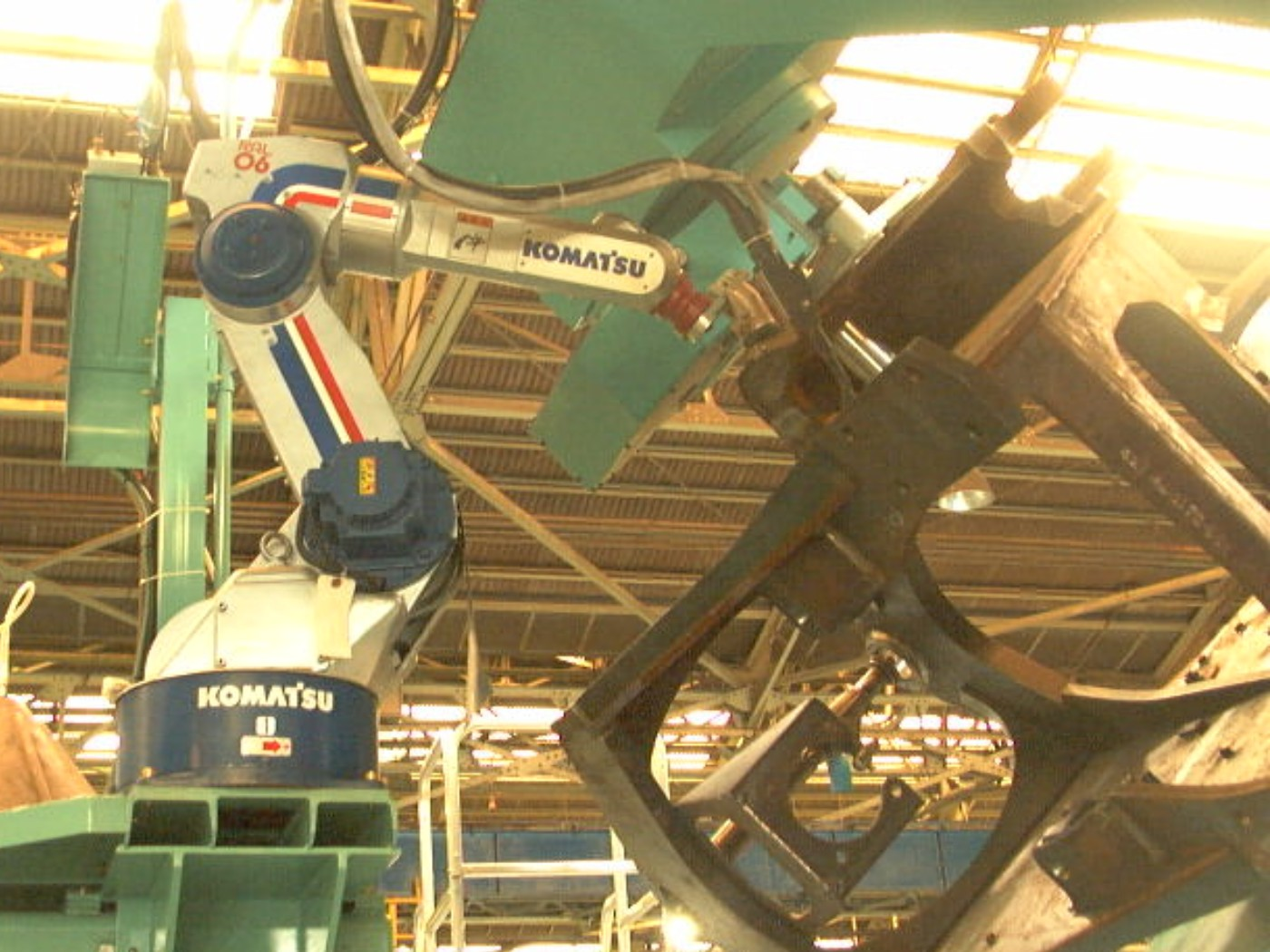
垂直多関節ロボット

垂直多関節ロボット（すいちょくたかんせつロボット）とは産業用ロボットの一種である。

## 概要
垂直多関節ロボットとは産業用ロボットの一種で、一般的には人間の腕に近い構造の物を指す。
軸数は4軸、5軸、6軸のものが一般的であるが、近年では7軸以上を持つ物も市販されている。原理上は6軸あれば、手先の位置と姿勢を一通りカバーできるようになるが、軸数が多いほど様々な姿勢を取ることが可能で汎用性が高くなる。このため、障害物を回り込んで回避することが容易という利点をPRし、産業用ロボットメーカーから7軸タイプの垂直多関節ロボットが販売されている。
垂直多関節ロボットは人間の腕の構造に似ているため、人間の代替作業をさせる装置として最も合理的な形と言える。また、稼働範囲に比べて設置面積が少ないためレイアウトしやすく、水平多関節ロボットと比較し上下方向の動作範囲全てに手先が届く事が特徴である。
机の上に載る可搬重量が1kg程度の小型ロボットから、可搬重量が500kgを超える巨大ロボットもある。
最大のロボットはファナック製のM-2000iA/2300で、可搬質量は2,300kgである。小型車やトラックフレーム、大型鋳物や金型の搬送などに適用される。
| 駆動軸数 | 主な用途                       |
| -------- | ------------------------------ |
| 4軸      | 搬送、パレタイジングなど       |
| 5軸      | 搬送、パレタイジング、塗装など |
| 6軸      | 溶接、組立、塗装など           |
| 7軸      | 特に狭所での溶接など           |

## 主な製造メーカー
- ファナック
- KUKA(ドイツ)
- ABB(スイス)
- 安川電機
- 川崎重工業
- デンソー
- ダイヘン
- 三菱電機
- エプソン